# Argyrogena
Argyrogena är ett släkte av ormar i familjen snokar med två arter.
Dessa ormar är med en längd mellan 0,75 och 1,5 meter medelstora och de har en smal kropp. De förekommer i Indien i öppna landskap. Arterna jagar främst ödlor. Antagligen lägger honor ägg. Släktets medlemmar når även Pakistan, Sri Lanka, Nepal och Bangladesh. Exemplar hittas i låglandet och i bergstrakter vid 2100 meter över havet. Den mera kända arten Argyrogena fasciolata vistas i skogar, stadsparker och trädgårdar. Vuxna exemplar jagar små och medelstora gnagare och ungdjur har insekter, små ödlor och grodor som föda. Ibland äts näbbmöss eller fladdermöss. Exemplar som känner sig hotade höjer huvudet och gör halsen bredare. De kan så förväxlas med en glasögonorm.
The Reptile Database listar följande arter i släktet:
- Argyrogena fasciolata
- Argyrogena vittacaudata